# Maxime Blieck
Maxime Blieck (24 september 1998), ook bekend onder haar artiestennaam Madmax, is een Belgische b-girl.

## Levensloop
In 2020 behaalde ze zilver op de Red Bull BC One World Final (het officieuze wereldkampioenschap) in het Oostenrijkse Salzburg. Op het Europees kampioenschap van 2021 in het Russische Sochi behaalde ze brons. Ook nam ze deel aan de Wereldspelen van 2022, aldaar werd ze evenwel in de eerste ronde uitgeschakeld door haar landgenote Camine Van Hoof. Op de Europese Spelen van 2023 strandde ze in de poulefase.
Blieck is afkomstig uit Brugge en woont in Brussel. Ze studeerde aldaar communicatiemanagement aan de Erasmushogeschool. Ze geeft dansles bij K-Creation uit Sint-Genesius-Rode. Ook is ze een van de gezicht van de kledinglijn Red Bull BC One.